# عبود الكرخي
عبّود الكرخي (1861-1946م)، شاعر شعبي عراقي نظم الشعر باللهجة العراقية.

## حياته
ولد الشاعر الكرخي عام 1861 في جانب الكرخ من مدينة بغداد لأبٍ واسع الثراء يتاجر بالإبل والجلود. وقد ادخله والده الكتاتيب وهو في السادسة من عمره، وبعد ست سنوات ترك الكتاتيب وأخذ يرتاد حلقات الدرس في مساجد بغداد. وعندما بلغ الخامسة عشر من عمره دخل معترك الحياة العملية حيث كان يرافق والده في تجارته إلى الدول الأخرى، وقد أججت هذه السفرات شاعريته فبدأ ينظم الشعر باللهجة البدوية. وعندما بلغ الخامسة والثلاثين من عمره توفي والده فعاد إلى بغداد واستقر بها حيث عمل في مجال نقل المسافرين وتجارة المواد الغذائية وقد كان وكيلاْ عاماْ لها.
كان الشاعر الشعبي الملقب بالملا عبود الكرخي من نوابغ العصر في الشعر العامي. فقد كان مدرسة في هذا النوع من الشعر ولهُ طريقة خاصة في نظمه، وهو يختار من لغة التفاهم ألفاظا واضحة دالة على معان جليلة وينتقي احسنها، كما انه كان يجيد التحدث باللغات الكردية والفارسية والتركية والألمانية التي أتقنها من خلال تعامله الدائم مع الشركات في هذه الدول أثناء عمله التجاري. وقد كانت له مواقفه الوطنية البارزة حيث التحق للقتال مع المجاهدين عندما قامت الثورة العربية لمدة عام فأنقطع عن نظم الشعر ولازم بيته حتى وافته المنية عام 1946.